# Cornelius von Burgund
Cornelius von Burgund, auch Corneille de Bourgogne und Cornelis van Beveren genannt (* um 1420; † 16. Mai 1452 in der Schlacht von Bazel bei Rupelmonde) war ein unehelicher Sohn von Philipp dem Guten, Herzog von Burgund, und Catherine Schaers. Er trug den Titel „Grand Bâtard de Bourgogne“ und war Herr von Beveren und Vlissingen sowie Gouverneur und Generalkapitän des Herzogtums Luxemburg.
Außereheliche Nachkommen Cornelius‘ (er war nicht verheiratet) aus seiner Beziehung zu Margareta Courbaulde, Erbin von Elverdinge, sind:
1. Hieronymus Bastard von Burgund, 1460 minderjährig, 1471 Apostolischer Protonotar
2. Johann Bastard von Burgund, 1460 minderjährig, † 7. August 1479 in der Schlacht bei Guinegate, Ritter, Herr zu Elverdinge und Vlamertinge, burgundischer Rat und Kämmerer; ⚭ Marie de Halewyn, Tochter von Walter und Marie de Wissocq

Cornelius von Burgund fiel in der „Schlacht von Bazel“ bei Rupelmonde und wurde in der Kathedrale St. Michael und St. Gudula in Brüssel bestattet. Sein Nachfolger in Titel und Besitz wurde sein jüngerer Halbbruder Anton.
| Personendaten    | Personendaten                                                                                |
| ---------------- | -------------------------------------------------------------------------------------------- |
| NAME             | Cornelius von Burgund                                                                        |
| ALTERNATIVNAMEN  | Corneille de Bourgogne; Cornelis van Beveren                                                 |
| KURZBESCHREIBUNG | Herr von Beveren und Vlissingen sowie Gouverneur und Generalkapitän des Herzogtums Luxemburg |
| GEBURTSDATUM     | um 1420                                                                                      |
| STERBEDATUM      | 16. Mai 1452                                                                                 |
| STERBEORT        | bei Rupelmonde                                                                               |